# Damien Leith
Damien Leo Leith (Dublino, 18 gennaio 1976) è un cantante irlandese con cittadinanza australiana.

## Biografia
Damien Leith è salito alla ribalta dopo aver vinto la quarta edizione di Australian Idol, adattamento australiano di Pop Idol. Ha in seguito pubblicato l'album dal vivo The Winner's Journey, numero uno nelle ARIA Charts e quadruplo platino. L'album contiene la hit numero uno Night of My Life, certificata platino dalla Australian Recording Industry Association. Anche gli album in studio Where We Land (2007) e Catch the Wind: Songs of a Generation (2008) sono entrambi platino in Australia, ciascuno per aver accumulato 70 000 copie vendute.

## Discografia

### Album in studio
- 2007 – Where We Land
- 2008 – Catch the Wind: Songs of a Generation
- 2009 – Remember June
- 2011 – Roy: A Tribute to Roy Orbison
- 2012 – Now & Then
- 2013 – Chapter Seven
- 2015 – Songs from Ireland
- 2018 – Gospel
- 2020 – Two of Us: Songs of Lennon & Mccartney (con Darren Coggen)
- 2023 – Roy Orbison Orchestrated

### Album dal vivo
- 2006 – The Winner's Journey

### EP
- 2014 – It's Christmas Time
- 2016 – Damien Leith Storytime